# Ludwig Abel
Ludwig Abel   (Eckartsberga, 14 de gener de 1835 - Pasing, 13 d'agost de 1895) va ser un violinista, professor i compositor de violí alemany.

## Biografia i treball
El pare de Ludwig Abel era sastre d'ofici. Ell mateix va rebre classes de violí en la seva infància. Als 14 anys, Ludwig Abel es va quedar orfe i va haver de mantenir-se la vida. Va anar a Leipzig primer. Aquí va rebre lliçons de Ferdinand David al Conservatori de Leipzig. Va tocar a lOrquestra Gewandhaus i el 1853 es va traslladar a l'orquestra de la cort de Weimar, dirigida per Hippolyte Chelard i Franz Liszt. Liszt va reconèixer el talent d'Abel i el va animar com va poder. Després d'una breu estada a Estrasburg, va anar a Basilea el 1857 com a concertista i primer violinista. Aquí va conèixer Johannes Brahms i Hans von Bülow. Des del 1860 va ensenyar a l'escola de violí fundada per la societat sense ànim de lucre. El 5 d'agost de 1862 es va casar amb Berta Kirsch de Basilea. A la tardor de 1866 va renunciar als seus llocs de treball. Abel va tocar música de cambra amb von Bülow. En un sarau de música de cambra el 26 de març de 1867, van tocar Brahms el Horn Trio op.40 juntament amb el músic de trompes Hans Richter.
A proposta del director de la cort bavaresa von Bülow, Abel va anar a Múnic el 1867 com a concertista de l'orquestra de la cort. Von Bülow va ser director de l'escola de música reial, que es va fundar el 1867, més tard l'Acadèmia de Música, on Abel va ser professor de violí des dels seus inicis. El 1878 va esdevenir inspector de cant i de la classe d'orquestra i el 1880 professor de violí i partitura, tenint entre els seus alumnes a Heinrich Klingenfeld, Joseph Pembaur (junior). El 1868/69 va aparèixer a les matinades i saraus de Mozart amb Hans von Bülow i Josef Werner, i als anys setanta amb Hans Bussmeyer. Els seus intents com a solista als concerts de l'Acadèmia Musical només van tenir èxit als concerti grossi de Händel. Segons alguns crítics, no va poder complir els requisits dels concerts per a violí de Mendelsohn i Beethoven el 1868 i el 1872. La primera interpretació del seu propi concert per a violí el 1876 es va convertir en un "Fiasco" i va significar el final de les seves aparicions en solitari. Va tenir més èxit com a director de concerts convidats de solistes famosos, per exemple, Ole Bull el 1876, Pablo Sarasate el 1882 i Leopold Auer el 1893. Entre altres coses, va dirigir l'orquestra de lAkademie der Tonkunst als concerts de subscripció regulars i va dirigir les actuacions de l'orquestra de la cort.
El gener de 1885 li van concedir la medalla Ludwig en reconeixement de la seva tasca com a professor de violí i com a escriptor de llibres de text sobre violí. Al canvi de l'any 1885/86 va ser guardonat amb la Primera Classe de la Creu de Cavaller de l'Ordre al Mèrit de Sant Miquel. El seu coneixement de la fabricació de violí el va convertir en un valuós avaluador de violí que va ser consultat per comerciants d'instruments d'Alemanya, Itàlia, Àustria i Suïssa. Va ser utilitzat al jutjat per determinar l'autenticitat dels violins vells. L'hivern de 1892/93 va romandre a Itàlia per motius de salut. L'1 d'abril de 1894, després de vint-i-set anys, va renunciar al seu càrrec de concertista de l'orquestra de la cort. A partir del 15 de juny de 1895, la seva activitat a l'acadèmia es va suspendre per motius de salut. Ludwig Abel va morir el 13 d'agost de 1895 a les 2:15 del matí a la seva vila de Neupasing a causa d'una greu malaltia estomacal.
Abel va tenir quatre fills amb la seva dona Berta. El fill gran Ludwig Abel havia estat professor de filologia semítica (llengües orientals) a la Universitat d'Erlangen des de 1894. Carl Abel va treballar com a enginyer en la construcció de canonades d'aigua a Egipte. La seva filla gran Antonie es va casar amb el compositor i professor de música Walter Petzet (1866-1941) i va anar amb ell a Amèrica del Nord, on es va convertir en director del "Manning College" de Minneapolis. La filla menor Viktoria encara vivia a casa dels seus pares a Neupasing quan va morir.
Les seves cendres van ser enterrades a Gotha.
L'organista i director d'orquestra nord-americà Wallace Goodrich (1871–1952) i el compositor nord-americà Horatio Parker van ser un dels seus estudiants en direcció d'orquestra. El violinista i director d'orquestra Heinrich Klingenfeld (* 1856) i el violinista Johannes Miersch (1865-1916) també van ser els estudiants d'Abel.

## Obres
A més d'un concert per a violí, Ludwig Abel va escriure una escola de violí, a més d'estudis i duos per a violí.
- Ecole du mécanisme: exercicis de violí mecànics i tècnics; una sèrie d'exercicis amb un sol dit, d'altres més grans en totes les tecles i un apèndix per a la formació del trill. Autoeditat, Basilea, 1866 OCLC 916201592
- Studienwerk només per al violí: 85 estudis de mestres més antics de les escoles alemanya, francesa i italiana; en ordre sistemàtic des del nivell intermedi fins al virtuosisme dels concerts. Tombes de pedra, Leipzig, volum 1, OCLC 916411407 volum 2, OCLC 916411992
- 25 Estudis de violí amb una part de violí acompanyant per a jugadors avançats: amb especial consideració de les dificultats tècniques i rítmiques que presenten les obres orquestrals més recents i a les quals el predicat "impracticable" sovint està assignat erròniament. Falter, Múnic, 1871 OCLC 916036880
- 30 estudis de violí de dificultat mitjana com a estudis preliminars dels 25 estudis. André, Offenbach, 1876 OCLC 916201496
- 6 grans estudis: només per a violí, basats en motius de Holländer i Tannhäuser de R. Wagner. A. Fürstner, Berlín. OCLC 60621620 Etude núm. 1 a 3 sobre The Flying Helllander; Etude núm. 4 al núm. 6 sobre Tannhäuser
- Vint-i-quatre estudis de violí a la primera. Ubicació ... Op. 10, Leipzig, R. Forberg, 1886 OCLC 497022037
- Acords trencats i arpegis en totes les tecles només per al violí... Op. 11, Leipzig, R. Forberg, 1888 OCLC 497022022
- Pierre Rode: 24 capricis per a violí sol op. 22. Segona part de violí creada per Ludwig Abel.[15][16] OCLC 497230471

## Recepció
L'Allgemeine Zeitung de Múnic va dedicar un article detallat a la secció de funcions de la seva edició del 16 d'agost de 1895 al músic que acabava de morir. Va ser descrit com "un dels músics més destacats de Múnic", com "una persona dotada de rars dots de la ment i del cor, com el mestre més popular i venerat de la Reial Acadèmia de Música".